# Alfred Nasousky
Alfred Nasousky, né le 14 juin 1864 à Vézelay et mort le 22 novembre 1943 au Havre, est un architecte français.

## Biographie
Alfred-Jacques Nasousky est le fils d'un maçon originaire de Bohême-Moravie (Empire d'Autriche). Il s'installe au Havre en 1910 et y demeure jusqu'à la fin de sa vie. Il dépose un brevet dont le procédé est fondé sur le remplacement de la pierre de taille par des pierres reconstituées moulées, ce qui lui permet de construire de grandes églises moins coûteuses dans l'entre-deux-guerres.

## Réalisations
- église Saint-Léon du Havre (1913), démolie en 1987
- église Sainte-Cécile du Havre (1918-1922)[2], démolie
- église Saint-Michel de Roubaix (1924-1927), démolie
- église Notre-Dame de Lourdes de Sotteville-lès-Rouen[3]
- église Saint-Sébastien de Terville
- église Saint-Michel-Archange d'Angevillers
- église Saint-Ferdinand d'Argenteuil (1931-1932)
- église Notre-Dame-du-Perpétuel-Secours d'Asnières-sur-Seine (1934-1936)
- église Saint-Martin des Chaprais à Besançon (agrandissement)
- église Sainte-Jeanne d'Arc de la Mutualité à Saint-Denis
- tour-lanterne des morts d'Ypreville à Angerville-la-Martel[4] (1936)
- mémorial en souvenir de mgr Julien, église Sainte-Cécile du Havre (1937)[5]